# Funcție meromorfă

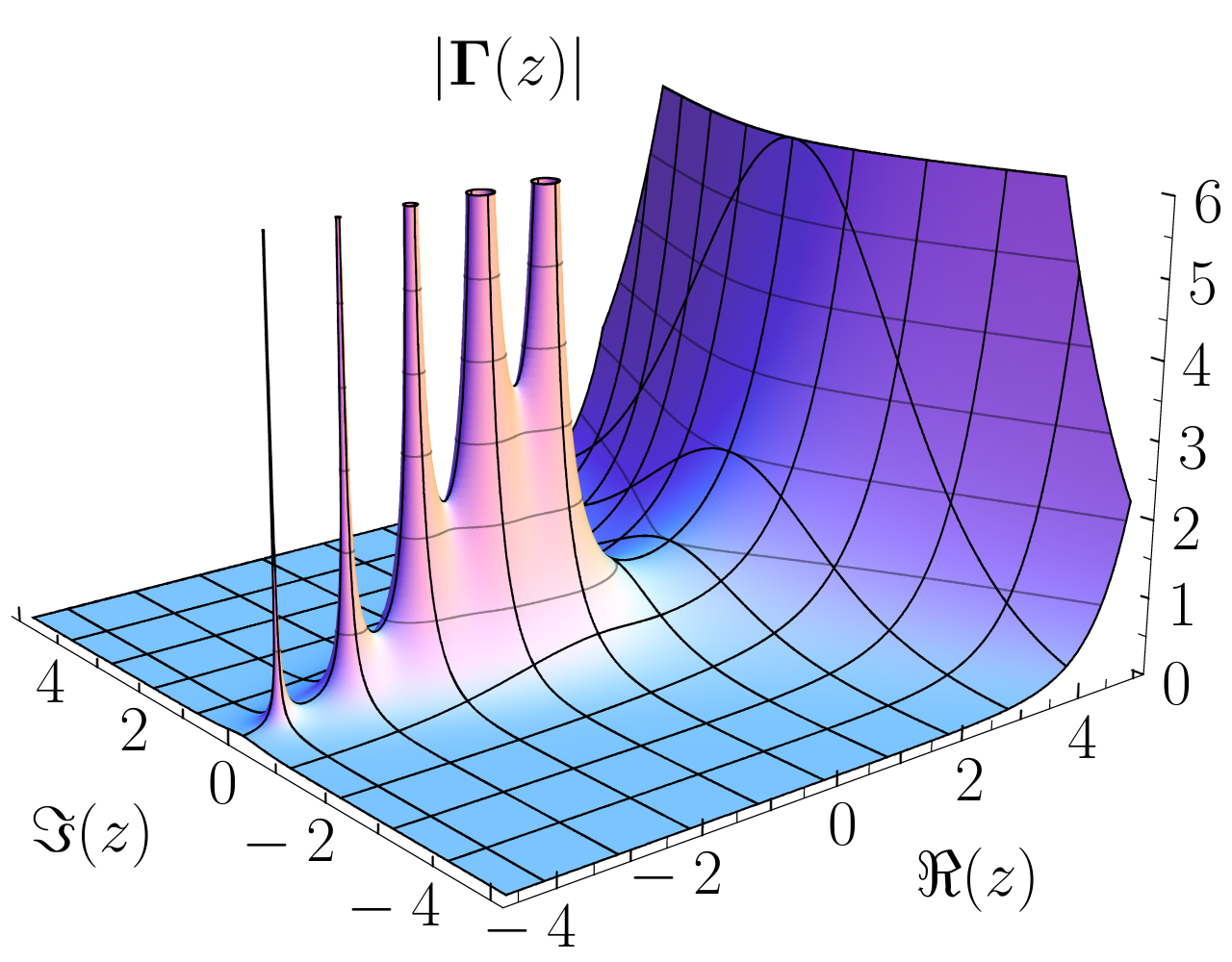
Funcția gamma este meromorfă pe tot planul complex

În domeniul matematic al analizei complexe o funcție meromorfă pe o submulțime deschisă D a planului complex este o funcție care este olomorfă pe întreaga D cu excepția unei mulțimi de puncte izolate, care sunt poli ai funcției. Termenul provine din greacă μέρος = parte.
Fiecare funcție meromorfă pe D poate fi exprimată ca raport între două funcții olomorfe (unde numitorul nu este constant 0) definite pe D: orice pol trebuie să coincidă cu un zero al numitorului.

## Descriere euristică
Intuitiv, o funcție meromorfă este un raport dintre două funcții olomorfe. O astfel de funcție va fi olomorfă, eventual cu excepția punctelor în care numitorul fracției este zero. Dacă numitorul este zero în z iar numărătorul nu, atunci valoarea funcției se va fi infinită; dacă ambele părți au zero în z, atunci trebuie comparată multiplicitatea acestor zerouri.
Din punct de vedere algebric, dacă domeniul funcției este conex, atunci mulțimea funcțiilor meromorfe este corpul fracțiilor al domeniului de integritate al mulțimii funcțiilor olomorfe. Acest fapt este analog cu relația dintre numerele raționale și cele întregi.

## Utilizare prealabilă, alternativă
Atât domeniul de studiu în care este folosit termenul, cât și semnificația precisă a termenului s-au schimbat în secolul al XX-lea. În anii 1930, în teoria grupurilor, o funcție meromorfă era o funcție dintr-un grup G pe el însuși, care conserva produsul în grup. Imaginea acestei funcții a fost numită automorfism al lui G. Similar, o funcție omomorfă a fost o funcție între grupuri care conservă produsul, în timp ce omomorfismul a fost imaginea unui omomorfism. Această formă a termenului este acum învechită, iar termenul înrudit meromorf nu mai este folosit în teoria grupurilor. Termenul endomorfism este acum folosit pentru funcția în sine, fără un nume special dat imaginii funcției.
O funcție meromorfă nu este neapărat un endomorfism, deoarece punctele complexe din polii săi nu sunt în domeniul său, dar pot fi în codomeniul său.

## Proprietăți
Deoarece polii unei funcții meromorfe sunt izolați, ei formează o mulțime numărabilă. Mulțimea polilor poate fi infinită, un exemplu fiind funcția {\displaystyle f(z)=\csc z={\frac {1}{\sin z}}.}
Folosind prelungirea analitică⁠(d) pentru a elimina singularitățile, funcțiile meromorfe pot fi adunate, scăzute, înmulțite, iar câtul {\displaystyle f/g} poate fi format, cu excepția cazului în care {\displaystyle g(z)=0} pe o componentă conexă]] a lui D. Astfel, dacă D este conex, funcțiile meromorfe formează un corp, de fapt o extindere de corp a numerelor complexe.

### În dimensiuni superioare
La funcțiile de mai multe variabile complexe⁠(d) o funcție meromorfă este definită ca fiind local un cât de două funcții olomorfe. De exemplu, {\displaystyle f(z_{1},z_{2})=z_{1}/z_{2}} este o funcție meromorfă pe spațiul afin complex bidimensional. Aici nu mai este adevărat că fiecare funcție meromorfă poate fi privită ca o funcție olomorfă cu valori în sfera Riemann: există o mulțime de „nedeterminări” ale codimensiunii doi (în exemplul dat, această mulțime constă din originea {\displaystyle (0,0)}).
Spre deosebire de dimensiunea unu, în dimensiuni mai mari există varietăți complexe compacte pe care nu există funcții meromorfe neconstante, de exemplu, majoritatea torurilor complexe⁠(d).

## Exemple
- Toate funcțiile raționale,[3] de exemplu

{\displaystyle f(z)={\frac {z^{3}-2z+10}{z^{5}+3z-1}},}
sunt meromorfe pe tot planul complex.
- Funcțiile

{\displaystyle f(z)={\frac {e^{z}}{z}}\quad } și {\displaystyle \quad f(z)={\frac {\sin {z}}{(z-1)^{2}}}}
precum și funcția gamma și funcția zeta Riemann sunt meromorfe pe tot planul complex.
- Funcția

{\displaystyle f(z)=e^{\frac {1}{z}}}
este definită pe întregul plan complex, cu excepția originii, 0. Totuși, 0 nu este un pol al acestei funcții, mai degrabă o singularitate aparentă. Astfel, această funcție nu este meromorfă pe tot planul complex. Totuși, este meromorfă (chiar olomorfă) pe {\displaystyle \mathbb {C} \setminus \{0\}}.
- Logaritmul complex⁠(d)

{\displaystyle f(z)=\ln(z)}
nu este meromorf pe tot planul complex, întrucât nu poate fi definit pe întregul plan complex excluzând doar un set de puncte izolate.
- Funcția

{\displaystyle f(z)=\csc {\frac {1}{z}}={\frac {1}{\sin \left({\frac {1}{z}}\right)}}}
nu este meromorfă pe întregul plan, deoarece punctul {\displaystyle z=0} este un punct de acumulare de poli, prin urmare nu este o singularitate izolată.
- Funcția

{\displaystyle f(z)=\sin {\frac {1}{z}}}
nu este meromorfă, deoarece are o singularitate în 0.

## Pe suprafețe Riemann
Pe o suprafață Riemann⁠(d) orice punct admite o vecinătate deschisă care este biolomorfă cu o submulțime deschisă a planului complex. Astfel noțiunea de funcție meromorfă poate fi definită pentru fiecare suprafață Riemann.
Dacă D este întreaga sferă Riemann, corpul funcțiilor meromorfe este pur și simplu corpul funcțiilor raționale de o variabilă peste corpul complex, deoarece se poate demonstra că orice funcție meromorfă de pe sferă este rațională.
Pentru orice suprafață Riemann o funcție meromorfă este aceeași cu o funcție olomorfă care se aplică pe sfera Riemann și care nu este funcția constantă egală cu ∞. Polii corespund acelor numere complexe care sunt aplicate la ∞.
Pe o suprafață Riemann necompactă, orice funcție meromorfă poate fi realizată ca un cât de două funcții olomorfe (definite global). În schimb, pe o suprafață compactă Riemann orice funcție olomorfă este constantă, în timp ce întotdeauna există funcții meromorfe neconstante.